# دومینیک متئو
دومینیک متئو (انگلیسی: Dominic Matteo؛ زادهٔ ۲۸ آوریل ۱۹۷۴) بازیکن فوتبال اهل بریتانیا است.
از باشگاه‌هایی که در آن بازی کرده‌است می‌توان به باشگاه فوتبال بلکبرن روورز، باشگاه فوتبال لیدز یونایتد، باشگاه فوتبال ساندرلند، باشگاه فوتبال استوک سیتی، باشگاه فوتبال لیورپول، تیم ملی فوتبال زیر ۲۱ سال انگلستان، و تیم ملی فوتبال اسکاتلند اشاره کرد.
وی همچنین در تیم ملی فوتبال زیر ۲۱ سال انگلستان بازی کرده‌است.